# Pardosa fletcheri
Pardosa fletcheri är en spindelart som först beskrevs av Gravely 1924.  Pardosa fletcheri ingår i släktet Pardosa och familjen vargspindlar. Inga underarter finns listade i Catalogue of Life.